# 257211 Kulizoli
257211 Kulizoli è un asteroide della fascia principale. Scoperto nel 2008, presenta un'orbita caratterizzata da un semiasse maggiore pari a 2,7880334 au e da un'eccentricità di 0,1807716, inclinata di 11,18326° rispetto all'eclittica.